# 170

## Nașteri
- Athenaeus, retorician și gramatician grec din Naucratis (d. 223)

## Decese
- Apuleius, scriitor latin (n. 125)
- Marcus Cornelius Fronto, gramatician, retoric și avocat roman (n. 100)